# Barry Award
Der Barry Award ist ein jährlich in mehreren Kategorien vergebener US-amerikanischer Literaturpreis. Die Auszeichnung wurde 1997 vom Kriminalmagazin Deadly Pleasures ins Leben gerufen, das sich an Fans des Krimi- und Mysterygenres richtet. Preisgekrönt werden die besten in den USA und Kanada im Vorjahr erschienenen englischsprachigen Romane und Kurzgeschichten. Benannt ist die Auszeichnung nach Barry W. Gardner (1939–1996), einem pensionierten Brandmeister aus Dallas und bekannten Rezensenten von Kriminalromanen für Deadly Pleasures und weiteren Zeitschriften wie The Armchair Detective,  Mostly Murder oder Mystery News.

## Kategorien und Wahlverfahren
Der Barry Award wird jährlich in sechs Kategorien vergeben. Seit der ersten Verleihung im Jahr 1997 werden der beste Roman (als Hardcover veröffentlicht), beste Erstlingsroman und Taschenbuchroman prämiert. 2000 wurde die Kategorie Bester britischer Kriminalroman eingeführt, die für in Großbritannien publizierte Werke reserviert ist. Als weitere Kategorien wurden 2004 und 2005 Preise für die beste Kurzgeschichte und den besten Thriller eingeführt. 2010 wurde erstmals der Roman des Jahrzehnts (Mystery/Crime Novel of the Decade) verliehen. Erster Preisträger war der schwedische Journalist und Schriftsteller Stieg Larsson mit seinem mehrfach prämierten Roman Verblendung. Nicht mehr verliehen wird eine Auszeichnung für Werke der Sachliteratur, wie es beispielsweise bei dem bekannteren Edgar, Anthony oder Agatha Award praktiziert wird.
Um an der Preisverleihung teilzunehmen, muss ein Exemplar des Buches oder der Kurzgeschichte an die Redaktion von Deadly Pleasures gesendet werden, die den Titel vorab rezensieren, sofern er den Ansprüchen genügt. Die Preisträger werden von einer Jury bestehend aus Mitgliedern der Zeitschriftenredaktion vergeben, die kein organisiertes Leseprogramm verfolgen und nicht verpflichtet sind dieselben Titel zu lesen, die häufig auf Basis von Mundpropaganda ausgewählt werden. Nach einer Vorauswahl treffen in der Regel sechs Titelanwärter in jeder Kategorie aufeinander, unter denen die Jury den Sieger ermittelt.
Die Preisträger werden seit 2004 regelmäßig auf der jährlich stattfindenden Anthony Boucher Memorial World Mystery Convention, kurz „Bouchercon“ genannt, bekannt gegeben, wo unter anderem auch der Anthony Award vergeben wird. Unter den Preisträgern der letzten Jahre befinden sich so bekannte Autoren wie Michael Connelly, Reginald Hill, Dennis Lehane, Laura Lippman, Peter Lovesey oder Val McDermid. Seit 2007 erfolgt die Verleihung in Kooperation mit der Zeitschrift Mystery News, um den Literaturpreis aufzuwerten.

## Preisträger
| Kategorie                       | Originalbezeichnung(en)                        | Verleihungszeitraum |
| ------------------------------- | ---------------------------------------------- | ------------------- |
| Bester Roman                    | Best Novel                                     | seit 1997           |
| Bester Erstlingsroman           | Best First Novel                               | seit 1997           |
| Bester Taschenbuchroman         | Best Paperback Original / Best Paperback Novel | seit 1997           |
| Bester Thriller                 | Best Thriller                                  | seit 2005           |
| Bester britischer Kriminalroman | Best British Crime Novel                       | 2000 bis 2012       |
| Beste Kurzgeschichte            | Best Short Story / Best Mystery Short Story    | 2004 bis 2012       |
| Bestes Sachbuch                 | Best Non-Fiction                               | 1997                |